# Stuhlinger-Piedmont-Gletscher
Der Stuhlinger-Piedmont-Gletscher ist ein etwa 225 Quadratkilometer großer Vorlandgletscher an der Oates-Küste des ostantarktischen Viktorialands. Nördlich der Bowers Mountains liegt er zwischen den unteren Abschnitten des Gannutz- und des Barber-Gletschers.
Das Gebiet wurde vom United States Geological Survey und mithilfe von Luftaufnahmen der United States Navy von 1960 bis 1962 kartografisch erfasst. Das Advisory Committee on Antarctic Names benannte den Gletscher 1970 nach Ernst Stuhlinger (1913–2008), deutsch-US-amerikanischer Raketeningenieur bei der NASA, der dem Beratungsgremium der National Science Foundation für das wissenschaftliche Untersuchungsprogramm in der Antarktis angehörte.